# マルクス・アエミリウス・アエミリアヌス
マルクス・アエミリウス・アエミリアヌス（ラテン語：Marcus Aemilus Aemilianus、207年頃 - 253年）とは、軍人皇帝時代のローマ帝国皇帝（在位：253年）である。

## 概要
アフリカの属州の出身とされ、コルネリア・スペラ（Cornelia Supera）という名の女性と結婚したと考えられるが、アエミリウスの前半生は文献からも明らかではない。
251年7月、皇帝デキウスが息子で共同皇帝でもあったヘレンニウス・エトルスクスと共にゴート族とのアブリットゥスの戦いで戦死した後、紆余曲折を経て、モエシア・スペリオル属州総督であったガイウス・ウィビウス・トレボニアヌス・ガッルスが後継皇帝となった。皇帝トレボニアヌスの元々の任地であったモエシア及びパンノニア両属州の総督としてアエミリウスが任じられた。アエミリウスの役割はクニウァ（en）が率いるゴート族の勢力圏とのリーメスに当るドナウ川を防衛することであった。
トレボニアヌスの治世は、ローマを襲った疫病への対策に始まり、サーサーン朝のシャープール1世によるシリア属州への攻撃の対処に翻弄された。また、ゴート族もデキウスを討ち取った余勢を駆って、ドナウ川を越えてローマへと侵略したものの、アエミリウスはゴート族を撃退した。モエシア及びパンノニアのローマ軍団はアエミリウスを皇帝に擁立した。
これを受けて、アエミリウスは軍を率いてイタリア本土へと進軍、トレボニアヌスはアエミリウスを迎え撃つべく出陣したが、敗北を悟った自軍内の将校によって、トレボニアヌスは共同皇帝で息子のガイウス・ウィビウス・ウォルシアヌスと共に殺害された。ローマへ入ったアエミリウスは元老院よりローマ皇帝に認められ、アウグストゥスの称号も得た。
しかしながら、トレボニアヌス派で当時ノリクム及びラエティア両属州の総督であったウァレリアヌスが、簒奪者・アエミリウスを討つべく、軍をイタリアへ向けて南下させると、前任のトレボニアヌスと同様に勝ち目に乏しいと察知した自軍の将校が反乱を起こして、アエミリウスは殺害された。アエミリウスの皇帝在位は僅か3ヶ月に過ぎなかった。
歴史家エウトロピウスは彼の治世をこう要約している。